# Salvatore Corsitto
Salvatore Corsitto (* 9. Januar 1913 in Canicattì; † 6. April 1999) war ein italienischer Schauspieler.

## Leben und Werk
Corsitto war ein sizilianischer Theaterschauspieler. Er studierte Schauspiel an der Accademia Nazionale di Arte Drammatica in Rom. Seine bekannteste Rolle in einem Film war die des Bestatters Amerigo Bonasera in Der Pate, der in der Eröffnungsszene des Films dem Paten Don Vito Corleone das Schicksal seiner Tochter erzählte. Die Rolle im Paten erhielt er durch ein offenes Casting für italienische Schauspieler. Daneben spielte er 1973 in dem Film What Are Best Friends For?.